# Cristian Felipe Pulido
Cristian Pulido (Trujillo, Valle del Cauca, Colombia; 20 de julio de 1995) es un futbolista colombiano. Juega como delantero.

## Trayectoria
Pulido nació en Trujillo, Valle del Cauca, y representó a Deportes Tuluá y Cortuluá como juvenil. Hizo su debut profesional en 2012 mientras jugaba para el Club Petrolero de Bolivia.
Pulido volvió a su país de origen en 2014, firmando para el Real Cartagena. Después de una temporada en el Cortuluá regresó a Bolivia, uniéndose al Real Potosí en junio de 2015; Él rescindió con este último en septiembre.
El 24 de junio de 2016 Pulido se trasladó al Club San José. El 16 de julio, sin embargo, cambió de equipo y de país otra vez después de acordar un contrato de un año con el club español Rayo Majadahonda de Segunda División B.

## Estadísticas
| Club                     | Temporada           | Liga  | Liga  | Copa Nacional | Copa Nacional | Copa Internacional | Copa Internacional | Total | Total | Prom. · |
| Club                     | Temporada           | Part. | Goles | Part.         | Goles         | Part.              | Goles              | Part. | Goles | Prom. · |
| ------------------------ | ------------------- | ----- | ----- | ------------- | ------------- | ------------------ | ------------------ | ----- | ----- | ------- |
| Club Petrolero Bolivia   | 2012                | 14    | 3     | -             | -             | -                  | -                  | 14    | 3     | 0,21    |
| Club Petrolero Bolivia   | 2013                | 14    | 3     | -             | -             | -                  | -                  | 14    | 3     | 0,21    |
| Club Petrolero Bolivia   | 2014                | 0     | 0     | 3             | 0             | -                  | -                  | 3     | 0     | 0,0     |
| Club Petrolero Bolivia   | Total               | 28    | 6     | 3             | 0             | -                  | -                  | 31    | 6     | 0,19    |
| Real Cartagena Colombia  | 2014                | 16    | 1     | 3             | 0             | -                  | -                  | 19    | 1     | 0,52    |
| Real Cartagena Colombia  | Total               | 16    | 1     | 3             | 0             | -                  | -                  | 19    | 1     | 0,52    |
| Cortuluá Colombia        | 2015                | 0     | 0     | 1             | 0             | -                  | -                  | 1     | 0     | 0,0     |
| Cortuluá Colombia        | Total               | 0     | 0     | 1             | 0             | -                  | -                  | 1     | 0     | 0,0     |
| Real Potosí Bolivia      | 2015                | 7     | 2     | -             | -             | 2                  | 0                  | 9     | 2     | 0,22    |
| Real Potosí Bolivia      | Total               | 7     | 2     | -             | -             | 2                  | 0                  | 9     | 2     | 0,22    |
| San José Bolivia         | 2016                | 0     | 0     | -             | -             | 0                  | 0                  | 0     | 0     | 0,0     |
| San José Bolivia         | Total               | 0     | 0     | -             | -             | 0                  | 0                  | 0     | 0     | 0,0     |
| Rayo Majadahonda España  | 2016                | 6     | 0     | -             | -             | -                  | -                  | 6     | 0     | 0,0     |
| Rayo Majadahonda España  | Total               | 6     | 0     | -             | -             | -                  | -                  | 6     | 0     | 0,0     |
| Fortaleza F. C. Colombia | 2017                | 0     | 0     | -             | -             | -                  | -                  | 0     | 0     | 0,0     |
| Fortaleza F. C. Colombia | Total               | 0     | 0     | -             | -             | -                  | -                  | 0     | 0     | 0,0     |
| Total en su carrera      | Total en su carrera | 57    | 9     | 7             | 0             | 2                  | 0                  | 66    | 9     | 0,13    |